# La vanità delusa
La vanità delusa ossia Il mercato di Malmantile és una òpera en dos actes composta per Domenico Cimarosa sobre un llibret italià de Carlo Goldoni. S'estrenà al Teatro alla Pergola de Florència el primavera de 1784.